# Misia à sa coiffeuse
Misia à sa coiffeuse est un tableau réalisé par le peintre suisse Félix Vallotton en 1898. Cette détrempe sur carton représente Misia Godebska face à une coiffeuse. Elle est conservée au musée d'Orsay, à Paris.